# St. Martin am Ybbsfelde
St. Martin am Ybbsfelde ist eine Katastralgemeinde der Marktgemeinde Sankt Martin-Karlsbach und bildete gemeinsam mit Neuhaus und Hengstberg bis zur Gemeindezusammenlegung mit Karlsbach die ehem. selbständige Gemeinde gleichen Namens.

## Geografie
Sankt Martin besteht aus mehreren Ortsteilen: den eigentlichen „Markt“, Kniebichl, Eitzing und Pflanzbeet. Der Ort beherbergt als Hauptort der Marktgemeinde die wichtigsten Infrastruktureinrichtungen wie Gemeindeamt, Pfarramt, Volksschule und Sportanlage.

## Geschichte
Erste Spuren einer Besiedelung verweisen auf die Bronzezeit (ca. 1500 v. Chr.), aus der hier Schwert gefunden wurde und 1961 stieß man bei Mitterburg auf bronzezeitliche Gräber. Ab dem 5. Jahrhundert n. Chr. siedelten sich Germanen, Slawen und Awaren an und seit dem Ende des 6. Jahrhunderts auch Bajuwaren. Karl der Große schlug 788 auf dem Ybbsfeld (in campo ibose) in einer großen Schlacht die Awaren. In der folge wurde das Gebiet christianisiert und damit der Ort samt der Kirche St. Martin gegründet, einer Urpfarre.
Laut Adressbuch von Österreich waren im Jahr 1938 in der Ortsgemeinde St. Martin ein Bäcker, ein Gastwirt, zwei Gemischtwarenhändler, ein Maler, ein Sattler, zwei Schmiede, ein Schneider, ein Schuster, ein Wagner und ein Landwirt mit Direktvertrieb ansässig.
Am 1. Jänner 1970 erfolgte die Zusammenlegung von St. Martin im Ybbsfelde und Karlsbach zur Großgemeinde St. Martin-Karlsbach und 2000 wurde die Gemeinde zur Marktgemeinde erhoben.

## Kultur und Sehenswürdigkeiten
- Katholische Pfarrkirche St. Martin am Ybbsfelde mit freigelegten mittelalterlichen Fresken im Chor und der ältesten Oktavglocke der Welt, der Friedensglocke von Sankt Martin.

## Öffentliche Einrichtungen
In St. Martin gibt es einen Kindergarten.